# Nico Bettge
Nico Bettge (Magdeburgo, 15 de mayo de 1980) es un deportista alemán que compitió en piragüismo en la modalidad de eslalon.
Ganó siete medallas en el Campeonato Mundial de Piragüismo en Eslalon entre los años 1999 y 2015, y trece medallas en el Campeonato Europeo de Piragüismo en Eslalon entre los años 1998 y 2018.

## Palmarés internacional
| Campeonato Mundial | Campeonato Mundial                   | Campeonato Mundial | Campeonato Mundial |
| Año                | Lugar                                | Medalla            | Competición        |
| ------------------ | ------------------------------------ | ------------------ | ------------------ |
| 1999               | Seo de Urgel (España)                | Medalla de plata   | C1 por equipos     |
| 2005               | Penrith (Australia)                  | Medalla de plata   | C1 por equipos     |
| 2006               | Praga (República Checa)              | Medalla de oro     | C1 por equipos     |
| 2007               | Foz do Iguaçu (Brasil)               | Medalla de plata   | C1 por equipos     |
| 2011               | Bratislava (Eslovaquia)              | Medalla de plata   | C1 individual      |
| 2011               | Bratislava (Eslovaquia)              | Medalla de plata   | C1 por equipos     |
| 2015               | Londres (Reino Unido)                | Medalla de plata   | C1 por equipos     |
| Campeonato Europeo |                                      |                    |                    |
| Año                | Lugar                                | Medalla            | Competición        |
| 1998               | Roudnice nad Labem (República Checa) | Medalla de plata   | C1 por equipos     |
| 2004               | Skopie (Macedonia)                   | Medalla de bronce  | C1 individual      |
| 2005               | Tacen (Eslovenia)                    | Medalla de plata   | C1 por equipos     |
| 2006               | L'Argentière-la-Bessée (Francia)     | Medalla de oro     | C1 por equipos     |
| 2007               | Liptovský Mikuláš (Eslovaquia)       | Medalla de plata   | C1 por equipos     |
| 2008               | Cracovia (Polonia)                   | Medalla de bronce  | C1 por equipos     |
| 2009               | Nottingham (Reino Unido)             | Medalla de bronce  | C1 por equipos     |
| 2011               | Seo de Urgel (España)                | Medalla de plata   | C1 por equipos     |
| 2012               | Augsburgo (Alemania)                 | Medalla de plata   | C1 por equipos     |
| 2016               | Liptovský Mikuláš (Eslovaquia)       | Medalla de bronce  | C2 individual      |
| 2016               | Liptovský Mikuláš (Eslovaquia)       | Medalla de bronce  | C2 por equipos     |
| 2017               | Tacen (Eslovenia)                    | Medalla de oro     | C1 por equipos     |
| 2018               | Praga (República Checa)              | Medalla de oro     | C2 por equipos     |